# Katedra w Kuopio
Katedra w Kuopio (fiń. Kuopion tuomiokirkko, szw. Kuopio domkyrka) – jest kamiennym kościołem wybudowanym w stylu neoklasycystycznym w Kuopio, w Finlandii i głównym kościołem diecezji Kuopio. Została wybudowana w latach 1806–1815. 	Została zaprojektowana przez architekta Pehra Wilhelma Palmrootha. 